# Capo Cod

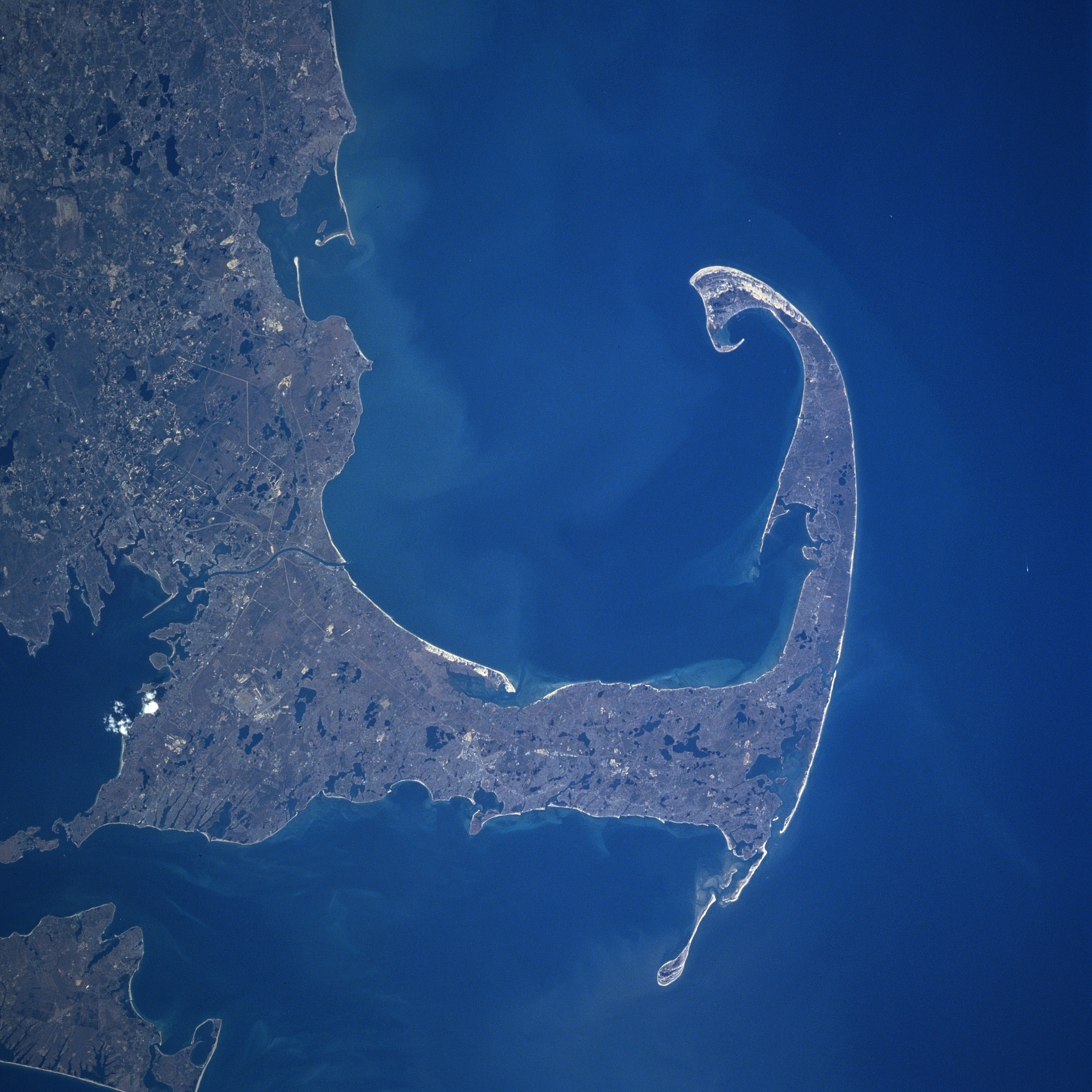
Capo Cod

Capo Cod (in inglese Cape Cod) è una penisola che si protende nell'Oceano Atlantico nello Stato del Massachusetts, a sud est di Boston, e comprende la maggior parte della contea di Barnstable e una porzione della contea di Plymouth, per una popolazione residente di circa 230 000 abitanti. Tra i centri che si trovano sul Capo, vi sono Barnstable, Provincetown e Truro.
Capo Cod è una meta rinomata per il turismo, la pesca, la vela (sulla penisola è fiorita una famosissima scuola di vela, la CMYC, acronimo di Cotuit Mosquito Yacht Club, la cui vita ha superato il secolo). Per via della sua posizione, e per la sua storia, la penisola ospita alcuni dei più vecchi fari degli Stati Uniti.

## Geografia fisica e politica
L'altitudine della penisola va dal livello del mare delle porzioni litoranee fino ai 93 metri di Pine Hill. La baia di Capo Cod è racchiusa dall'omonima penisola a est e dal continente americano a ovest. L'Oceano Atlantico si trova a est della penisola. Il canale di Capo Cod, completato nel 1916, unisce la baia di Buzzards a quella di Capo Cod. Quest'opera fu realizzata per accorciare le rotte marittime tra Boston e New York City. A sud di Capo Cod si trova una parte di oceano denominata Nantucket Sound, racchiusa nella parte meridionale dalle isole di Nantucket e Martha's Vineyard.
Il capo incorpora l'intera contea di Barnstable e le sue 15 cittadine. In passato, Capo Cod veniva suddivisa in tre aree:
- Upper Cape: è la parte di penisola più vicina all'area continentale e comprende le località di Bourne, Sandwich, Falmouth e Mashpee. Falmouth è il principale collegamento marittimo con Martha's Vineyard. Sandwich è invece la località più antica della penisola, essendo stata fondata nel 1637.

- Mid-Cape: include le località di Barnstable, Yarmouth e Dennis. È una zona con belle spiagge dal clima temperato meta di sportivi appassionati di windsurf. Mid-Cape è altresì il centro economico e commerciale di tutta la penisola.

- Lower Cape: comprende le cittadine di Harwich, Brewster, Chatham, Orleans, Eastham, Wellfleet, Truro e Provincetown. Qui si trova anche il parco nazionale di Capo Cod, che comprende alcune delle spiagge più note degli Stati Uniti come Coast Guard Beach e Nauset Light Beach.

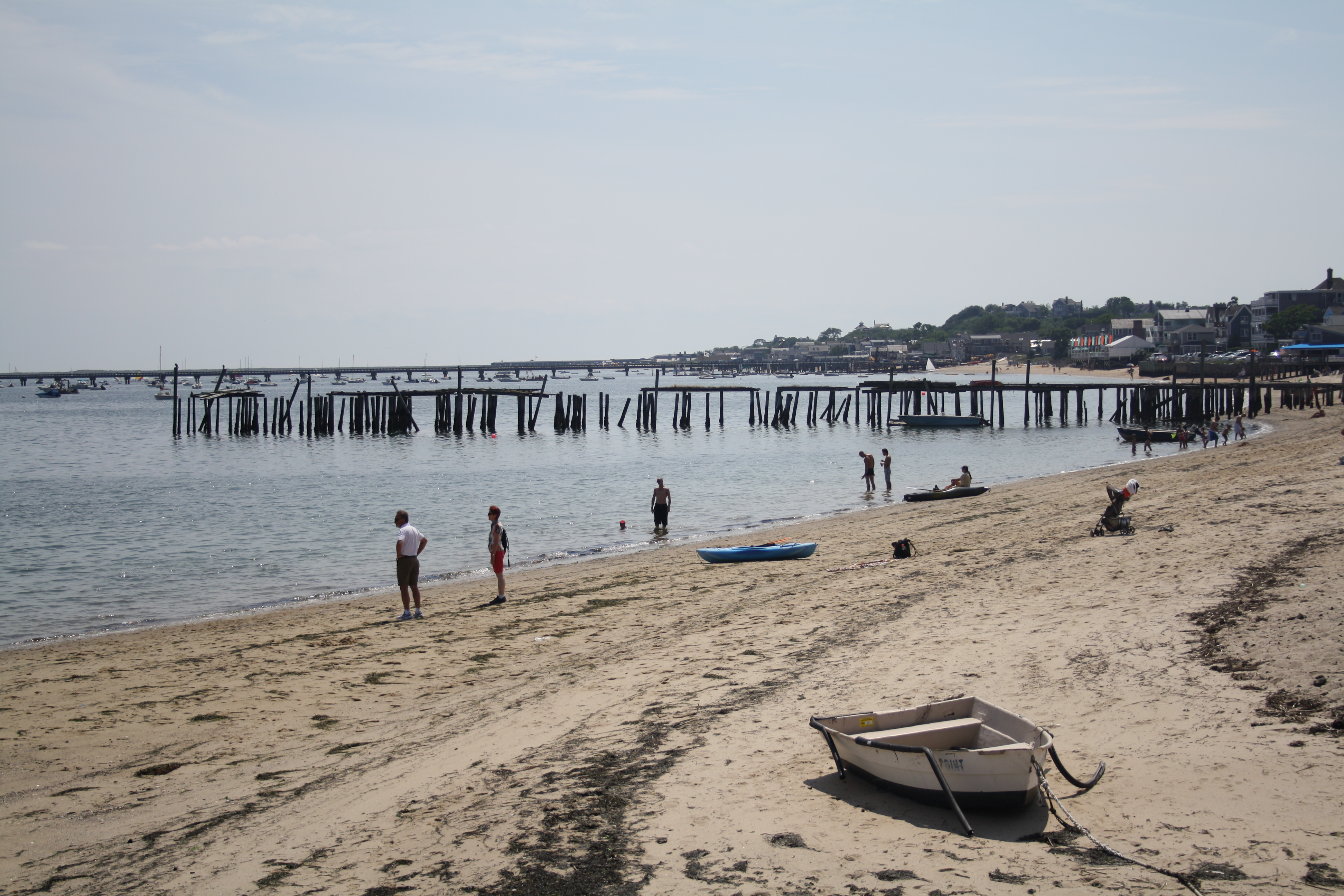
Spiaggia nella penisola di Capo Cod (agosto 2012).

## Clima
Anche se il clima è più temperato e stabile rispetto a quello dell'entroterra, in alcune circostanze la penisola ha vissuto condizioni meteorologiche estreme, come nel caso dell'Uragano Bob del 1991. L'influenza dell'Oceano Atlantico dona all'intera zona estati più fresche e inverni meno rigidi. Contrariamente a quanto si potrebbe pensare, non è tanto la corrente del Golfo a determinare questi effetti, dal momento che questa devia a est prima di raggiungere la penisola, quanto la corrente del Labrador. Il risultato è che di rado la temperatura dell'acqua sale sopra i 18 °C.
Il clima di Capo Cod è noto anche per il ritardo con cui tende ad arrivare la stagione primaverile, e ciò è dovuto alle circostanti acque dell'oceano che tardano a scaldarsi dopo l'inverno. Al contrario, l'autunno è estremamente mite (estate di San Martino) proprio grazie all'oceano scaldatosi durante l'estate.
Le acque che circondano Capo Cod mitigano gli inverni donando all'area un clima subtropicale umido. Di conseguenza molte specie di piante tipiche di questo clima (per esempio la camellia e la magnolia grandiflora) riescono a crescere nella penisola. Tuttavia nel mese più freddo, gennaio, la temperatura scende spesso sotto lo 0 °C, per cui il reale clima della penisola è più simile a quello marittimo o a quello umido continentale.
Le precipitazioni sono le più basse di tutto il New England (1 100-1200 mm all'anno) poiché il fronte del maltempo proveniente dalle regioni montagnose a ovest tende a dissiparsi prima di raggiungere la costa. Nel complesso le giornate soleggiate non sono frequenti e tende a dominare un cielo nuvoloso con frequenti nebbie. In inverno cadono in media 610 mm di neve.
Ogni 5-6 anni la penisola è colpita da tempeste tropicali con forti venti e pesanti piogge. In media, l'area è attraversata ogni 11-12 anni da un uragano, con raffiche di vento e mareggiate, come accadde nel 1991 con l'Uragano Bob.

## Storia
Capo Cod era un punto di riferimento importante per i primi esploratori di questi territori. Ufficialmente fu Giovanni da Verrazzano ad attraccare per primo in questa penisola nel 1524, ma è probabile che già dei marinai dalla Scandinavia fossero giunti qui in periodi antecedenti. Giovanni da Verrazzano battezzò quella che oggi è Martha's Vineyard con il nome di "Claudia", in onore di Claudia di Francia, moglie di Francesco I.
Nel 1525, l'esploratore portoghese Estêvão Gomes, in navigazione su incarico della monarchia spagnola, battezzò la penisola "Cabo de la Arenas".
Sarà solo nel 1602 che Bartholomew Gosnold assegnerà a questo lembo di terra il suo attuale nome.
I primi pellegrini - contrariamente al mito popolare della Roccia di Plymouth - sbarcarono l'11 novembre 1620 dove oggi sorge la cittadina di Provincetown, facendo di Capo Cod uno dei primi insediamenti inglesi in Nord America. Nonostante ciò, lo sviluppo urbano in questa zona fu piuttosto lento e la stessa Provincetown non fu che un gruppo di capanne fino al XVIII secolo. A causa degli insediamenti dei pellegrini la vegetazione della penisola fu gravemente danneggiata, basti pensare che per scaldare un'abitazione occorrevano dai 40 agli 80 m³ di legname all'anno, fatto che portò a una rapida scomparsa delle piante ad alto fusto. Anche lo sviluppo dell'allevamento di pecore merino, molto diffuso intorno al 1840, impedì un naturale sviluppo della flora.
La prima rivoluzione industriale, forte nei territori interni del Massachusetts e del Rhode Island, di fatto non toccò Capo Cod, che per via della sua posizione geografica divenne terra di pescatori. Dopo il 1860, con lo spostamento a ovest delle frontiere, molti coltivatori abbandonarono la penisola permettendo alla vegetazione di diffondersi nuovamente.
Tra il 1879 e il 1914 fu scavato il canale di Capo Cod, acquistato poi dal governo federale nel 1928. In precedenza esisteva un canale che univa la baia di Buzzards con quella del Massachusetts.
Con il XIX secolo, Capo Cod divenne una meta turistica di lusso per gli abitanti delle città. Questo comportò lo sviluppo di una importante rete ferroviaria che collegava Boston alle località di Bourne e Falmouth. All'inizio del XX secolo, la Baia di Buzzards ha visto sorgere sulle proprie coste numerosi cottage destinati alle vacanze dell'élite economica del nord-est statunitense.
Guglielmo Marconi realizzò la prima trasmissione radio transatlantica lanciando il segnale da Wellfleet, a Capo Cod. La spiaggia in cui si trovava la stazione radio di Marconi fu battezzata "Marconi Beach". Nel 1914, l'inventore italiano decise di far costruire una nuova stazione radio a Chatham, che, nel 1921, divenne il punto di riferimento per le comunicazioni radio marittime con le navi di passaggio.
Nel 1961, il presidente degli Stati Uniti John Fitzgerald Kennedy inserì buona parte delle coste della penisola nel parco nazionale di Cape Cod per preservarle dalla devastazione causata dai crescenti insediamenti urbani. Il Kennedy Compound presso Hyannis Port era la dimora estiva del presidente Kennedy.

## Fari

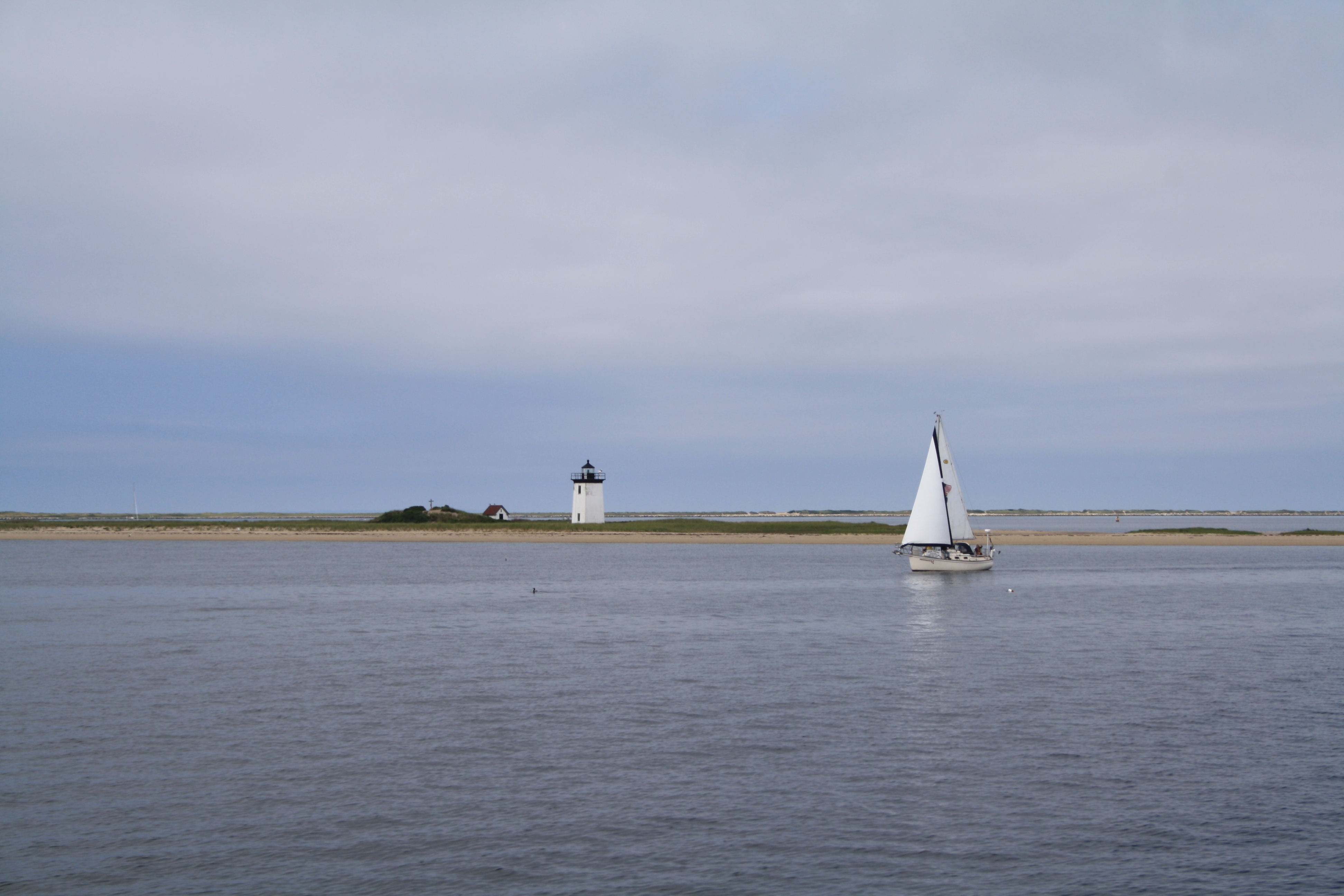
Uno dei caratteristici fari di Capo Cod.

A causa di frequenti nebbie e di fondali marittimi sabbiosi e bassi, le coste di Capo Cod sono state nel tempo disseminate di fari la cui luce poteva aiutare le navi in transito. Molti di questi fari sono in funzione ancora oggi e sono tutti gestiti dalla Guardia costiera statunitense, eccezion fatta per il faro di Nauset, oggi gestito dalla Nauset Light Preservation Society. La diffusione di queste strutture le ha trasformate nel vero e proprio simbolo di Cape Cod.

## Popolazione nativa
Cape Cod era dimora della tribù di indiana degli Wampanoag, una popolazione di provetti coltivatori che aiutarono i primi coloni arrivati nel 1620 a sopravvivere nella loro nuova Colonia di Plymouth.
Gli Wampanoag persero le loro terre a causa di continue vendite ed espropriazioni a favore dei coloni inglesi.

## Residenti famosi
- Edward Hopper, pittore statunitense
- Kurt Vonnegut, scrittore statunitense
- Famiglia Kennedy